# Bruyères-le-Châtel
Bruyères-le-Châtel ist eine französische Gemeinde mit 3738 Einwohnern (Stand: 1. Januar 2022) im Département Essonne der Region Île-de-France. Sie gehört zum Arrondissement Palaiseau und zum Kanton Arpajon. Die Einwohner heißen Bruyèrois.

## Geographie
Bruyères-le-Châtel liegt etwa 33 Kilometer südwestlich von Paris am Fluss Rémarde, einem Zufluss der Orge in der Landschaft Hurepoix.
Umgeben wird Bruyères-le-Châtel von den Nachbargemeinden Marcoussis im Norden und Nordosten, Ollainville im Osten, Égly im Südosten, Breuillet im Süden und Südwesten, Saint-Maurice-Montcouronne im Südwesten sowie Fontenay-lès-Briis im Westen und Nordwesten.

## Geschichte
Bruyères-le-Châtel wurde erstmals 670 in einer Charta genannt, als eine Clotilde hier ein Frauenkloster stiftete.

## Bevölkerungsentwicklung
| Jahr      | 1962 | 1968 | 1975 | 1982 | 1990 | 1999 | 2006 | 2011 |
| Einwohner | 1078 | 1521 | 2103 | 2199 | 2536 | 3013 | 3097 | 3389 |

## Wappen
| Wappen von Bruyères-le-Châtel | Blasonierung: „Das Wappen, ein aufrecht stehender Löwe, ist vom Wappen der Familie Bruyères abgeleitet.“ |
| Wappen von Bruyères-le-Châtel | |

## Sehenswürdigkeiten

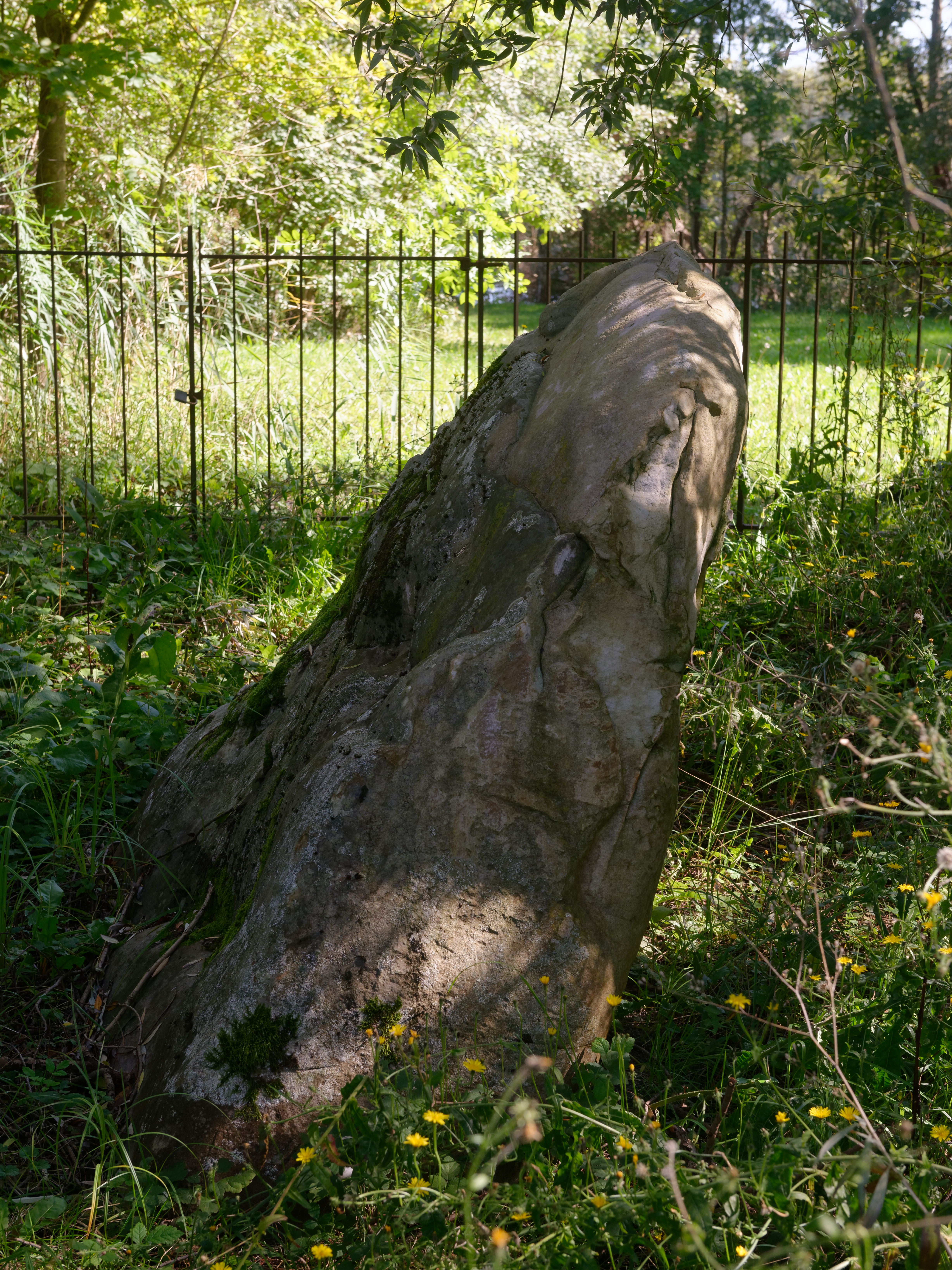
Pierre Beaumirault

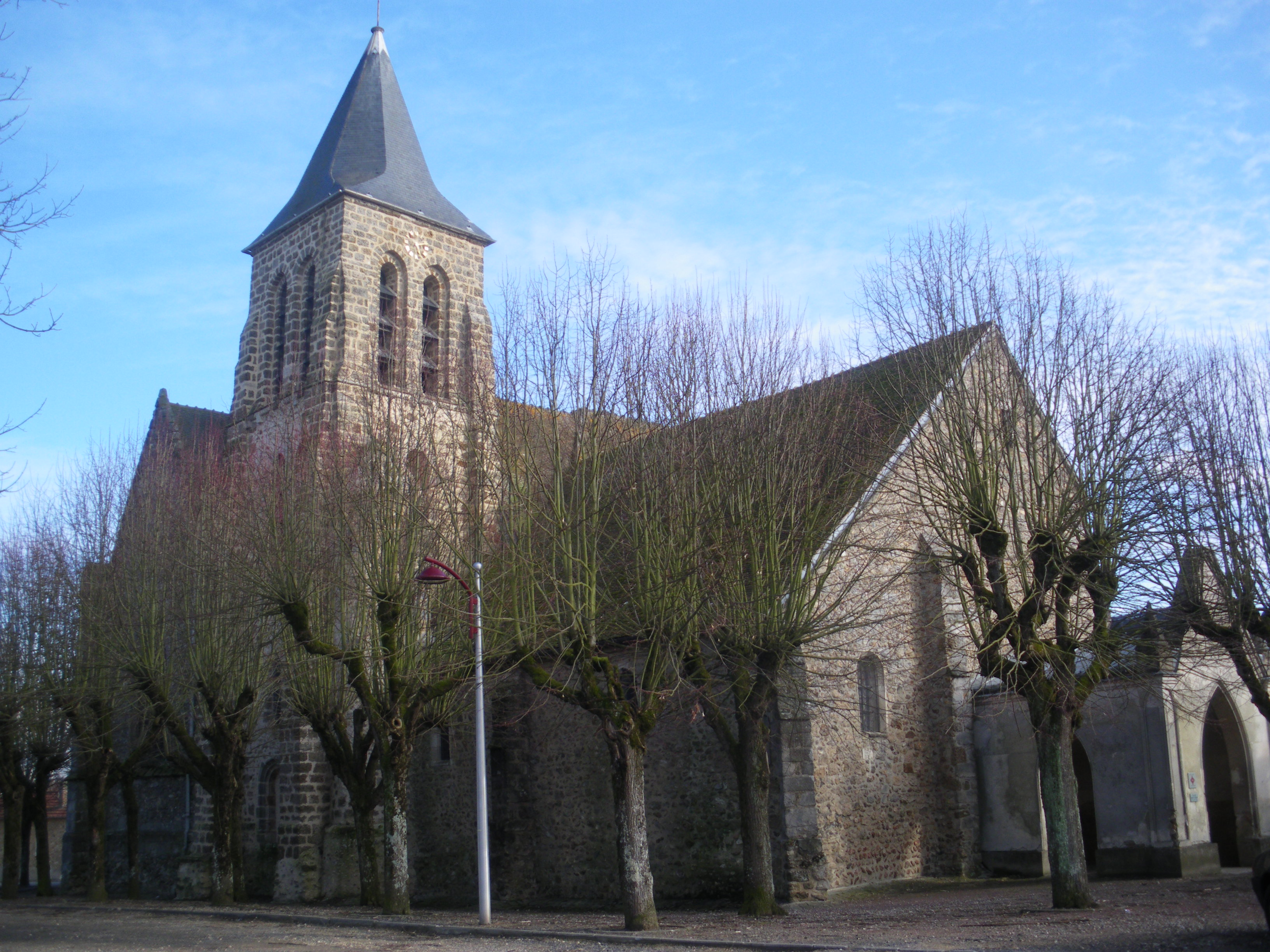
Kirche Saint-Didier

- Pierre Beaumirault; Menhir aus dem Neolithikum, seit 1978 Monument historique
- Kirche Saint-Didier aus dem 10. Jahrhundert, Monument historique seit 1931
- Schloss Morionville wurde 1972 abgerissen, da dort eine Gewerbeanlage errichtet wurde
- Kapelle aus dem 18. Jahrhundert

## Persönlichkeiten
- Joseph de Ferrières de Sauvebœuf (1918–1944), Militär